# 陈林 (外科学家)
陈林（1965年10月—），重庆铜梁人，主要从事创伤后器官功能损害机理与防治方法的基础等方向的研究工作。入选中华人民共和国教育部第五批"长江学者"特聘教授。